# Sinairosenfink
Sinairosenfink (Carpodacus synoicus) är en tätting i familjen finkar som förekommer i ett begränsat område i Mellanöstern. Den är nationalfågel i Jordanien.

## Kännetecken

### Utseende
Sinairosenfinken har en kroppslängd på 13-14,5 centimeter och påminner om rosenfinken i form och storlek, men har något mindre näbb och är i alla dräkter otecknat ljusbrun utan vingband. Den adulta hanen är vackert rosa på undersida, huvudsida och övergump, mörkare röd i ansiktet. Främre delen av hjässan har silvervita fjäderspetsar, liksom bakre delen av kinden. Resten av ovansidan är bruntonad med skär anstrykning. Hona och ung hane är helt lerbruna med något ljusare vingtäckarbräm.

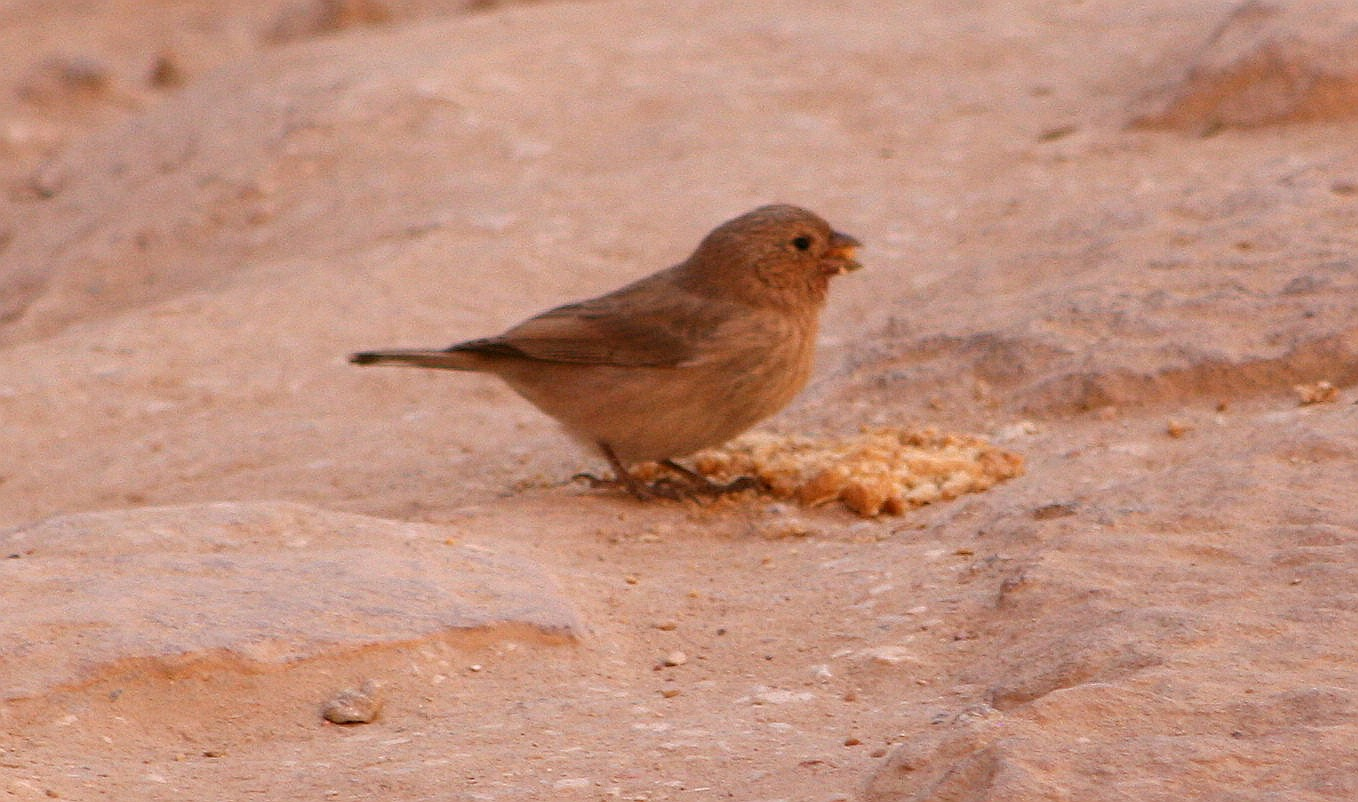
Hona.

### Läten
Lätet i flykten är ett sparvlikt ekande tjipp, från sittande fågel ett pipigt och slamrigt gråsparvslikt tjatter. Sången sägs vara en kort melodi eller en ramsa sparvlika, tjirpande toner.

## Utbredning och systematik
Sinairosenfinken förekommer som namnet avslöjar enbart på Sinaihalvön med kringliggande områden: nordöstra Egypten, Palestina, södra Israel, västra Jordanien och nordvästra Saudiarabien. Tidigare betraktades blek rosenfink (C. stoliczkae) vara en del av sinairosenfink. Den behandlas som monotypisk, det vill säga att den inte delas in i några underarter.  

## Levnadssätt
Sinairosenfinken trivs i karg och klippig miljö, i wadis och raviner i bergsöken och på vissa ställen på ruiner. Den är rastlös och rätt svår att komma nära. Ibland ses den forma mindre flockar, oftast bestående av familjer. Fågeln häckar mellan slutet av mars och juli. Boet placeras i en klippskreva, ibland nära marken men ofta högt upp på en brant klippvägg. Arten lever mestadels av frön, knoppar, skott och löv. 

## Status och hot
Arten har ett stort utbredningsområde och en stor population med stabil utveckling. Utifrån dessa kriterier kategoriserar IUCN arten som livskraftig (LC).

## I kulturen
Sinairosenfinken är Jordaniens nationalfågel.